# Bronchocela jubata
Bronchocela jubata — ящірка роду Bronchocela з родини агамових. Інша назва «чубатий (гривастий) лісовий калот».

## Опис
Загальна довжина сягає 55—60 см. Голова та тулуб кремезний та масивний. Забарвлення спини листяно-зелене, черево світло—зеленого кольору, горло — біле. На спині є малюнок з білих та блакитних крапочками, іноді зливаються у поперечні або поздовжні смужки. Відмінною особливістю є високий гребінь з декількох рядків збільшеної луски на шиї, дуже нагадує чуб або гриву. Гребінь подовжується на спині, але там луска набагато менша.

## Спосіб життя
Полюбляє дощові тропічні ліси. Мешкає на деревах, низьких чагарниках. Активний вдень. Живляться комахами, зокрема метеликами, бабками, мухами.
Це яйцекладна ящірка. Самиця відкладає у піщаний ґрунт 2 яйця.

## Розповсюдження
Мешкає на Андаманських і Нікобарських островах (Індія), Філіппінах, островах Калімантані, Яві, Балі, Сулавесі, Каракелаг, Салібабу, Ніас, Сінгкап (Індонезія).